# Ernst-Kirchweger-Haus

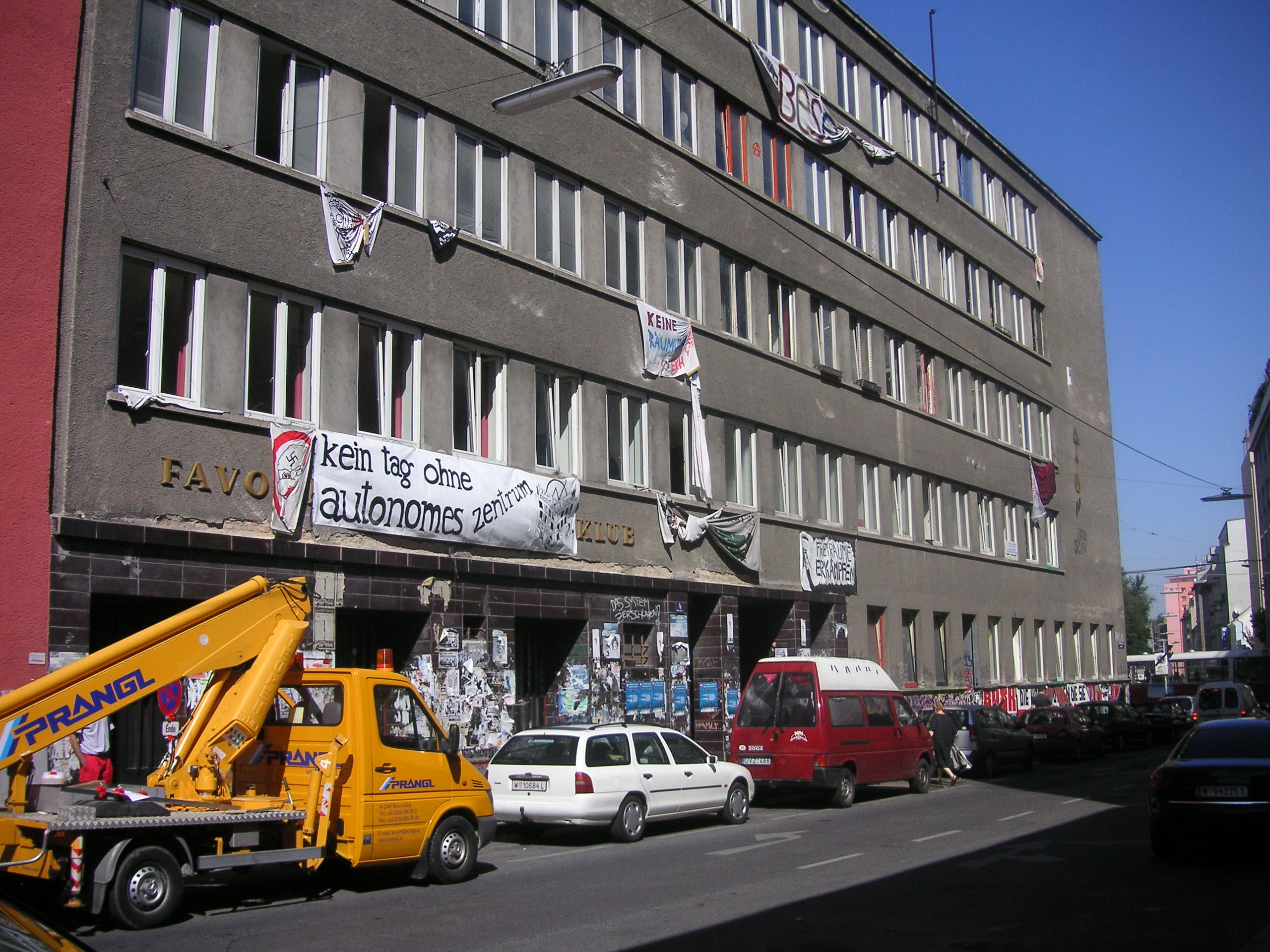
Das Ernst-Kirchweger-Haus

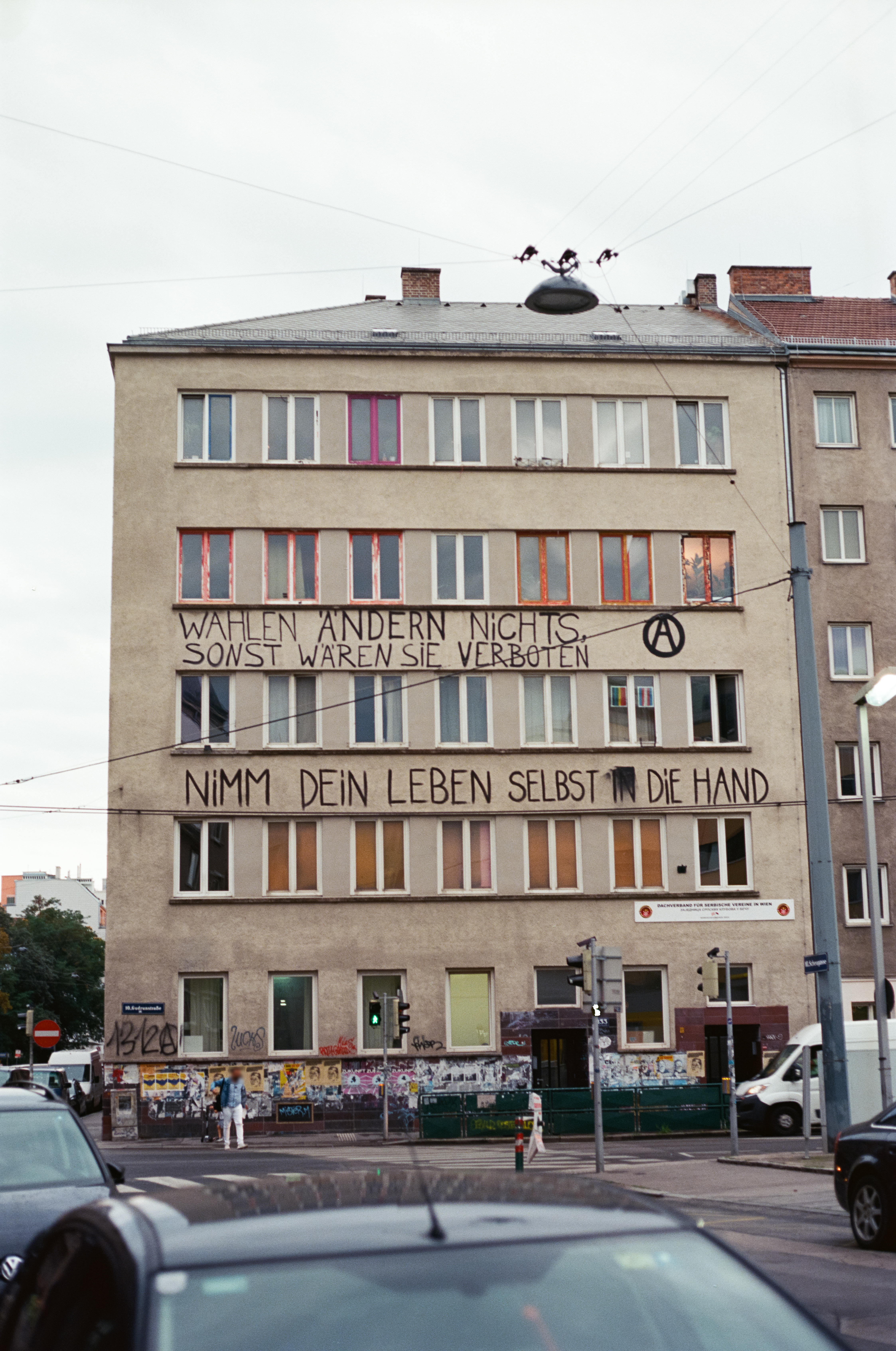
Ernst-Kirchweger-Haus von der Scheugasse aus fotografiert

Das Ernst-Kirchweger-Haus (EKH) ist ein ehemals besetztes Haus in Wien-Favoriten. Das Gebäude ist ein weit über die Grenzen Wiens hinaus bekanntes Zentrum der autonomen Szene und beherbergt einige politisch, kulturell und sozial engagierte Gruppierungen und Projekte. Am 7. November 2008 wurde die Besetzung für beendet erklärt, nachdem alle im Haus vertretenen Gruppen Mietverträge unterzeichnet hatten.
Fast täglich finden Veranstaltungen verschiedener Art wie Konzerte, Lesungen, Diskussionsrunden, Info- und Beratungsabende statt. Das Haus wurde nach dem antifaschistischen Widerstandskämpfer und Kommunisten Ernst Kirchweger benannt, der 1965 bei einer antifaschistischen Demonstration von einem rechtsextremen Gegendemonstranten tödlich verletzt wurde.

## Geschichte

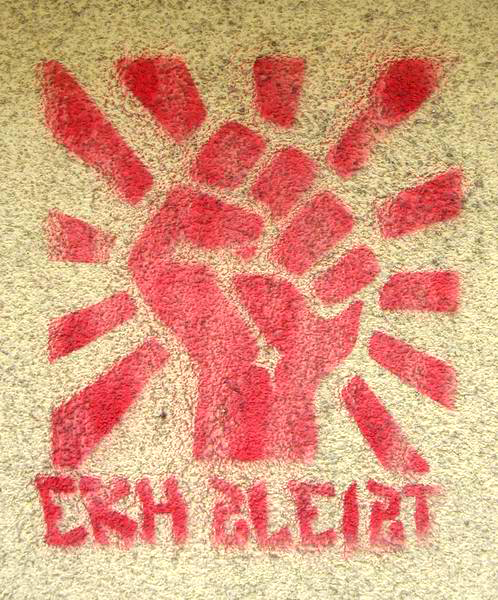
Pochoir in Wien an einer Hauswand: „EKH bleibt“

Das Gebäude in der Wielandgasse 2–4 wurde in den 1920er Jahren (laut Dehio im Jahr 1931) von tschechischen und slowakischen Arbeitern nach Plänen von Josef Hofbauer und Wilhelm Baumgarten als Komensky-Schule für Kinder von Slowaken und Tschechen in Wien erbaut. Es ist eines der ältesten Stahlbetonbauwerke Wiens. Im Gebäude war mit dem Wielandtheater auch eine zu dieser Zeit regelmäßig bespielte Bühne untergebracht.
1945 ging das Objekt in den Besitz der Kommunistischen Partei Österreichs über. Am 23. Juni 1990 wurde das Haus besetzt und nach dem Kommunisten und antifaschistischen Widerstandskämpfer Ernst Kirchweger benannt. Dieser war 1965 bei einer Demonstration gegen den nationalsozialistische und antisemitische Aussagen machenden Universitätsprofessor Taras Borodajkewycz von einem rechtsextremen Gegendemonstranten so schwer verletzt worden, dass er wenig später an den Folgen verstarb. Zum Zeitpunkt der Besetzung durch die linken beziehungsweise autonomen Aktivisten und den türkischen Verein ATIGF war ein Großteil des Gebäudes bereits seit Jahren unbenützt.
Ende Oktober 2004 verkaufte die KPÖ das Ernst-Kirchweger-Haus an eine Immobiliengesellschaft, deren Geschäftsführer Kontakte zur rechtsextremen Szene und die frühere Mitgliedschaft in der neonazistischen Aktion Neue Rechte (ANR) vorgeworfen wurden. Dieses Vorgehen löste massive Proteste aus und wurde vor allem mit der finanziellen Misere der KPÖ begründet, die nach einem Gerichtsurteil DDR-Gelder, die unrechtmäßig an sie geflossen waren, wieder an die Bundesrepublik Deutschland zurückzahlen musste. Nachdem sich zahlreiche Initiativen und Einzelpersonen wie zum Beispiel die Literaturnobelpreisträgerin Elfriede Jelinek für ein weiterhin autonomes Ernst-Kirchweger-Haus ausgesprochen hatten, erwarb die Stadt Wien im Jahr 2007 die Immobilie; 2008 endete offiziell die Besetzung, und die Stadt Wien schloss Nutzungsverträge mit den Bewohnern ab.
Im Gemeinderatswahlkampf 2020 forderte der Spitzenkandidat Gernot Blümel die Schließung des Kirchwegerhauses, das für die ÖVP ein Sammelbecken linksextremer Vereine darstellt.

## Ziele/Gründe

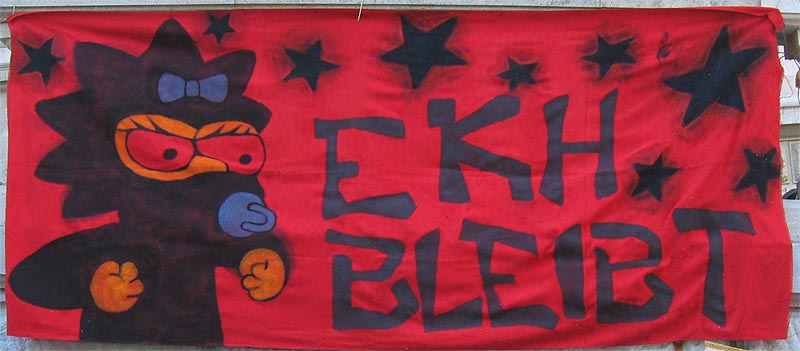
Transparent bei einer „EKH Bleibt“-Aktion.

Gemeinsames Ziel der Beteiligten war und ist ein internationalistisches antifaschistisches Zentrum:
Wir, verschiedene österreichische und ausländische Gruppen – AsylantInnen, Obdachlose, AktivistInnen der Antifa-Bewegung u. a. – haben dieses Haus besetzt, um unsere Vorstellungen von kollektivem Zusammenleben und -arbeiten verwirklichen zu können. Das Haus im Besitz der KPÖ wird großteils nicht oder nur vorübergehend benutzt. Wir fordern die leerstehenden Räume für uns und die teilweise benützten zur gemeinsamen Arbeit gegen Faschismus, Rassismus und Fremdbestimmung.
Viele der sozialen und politischen Aktivitäten der im Haus angesiedelten Gruppen und Organisationen, wie etwa der anarchistischen „Schwarzen Distel“, stehen immer wieder unter Beobachtung des Bundesamtes für Verfassungsschutz und Terrorismusbekämpfung (BVT), da Verbindungen etwa zu den Urhebern des gescheiterten Anschlags von Ebergassing angenommen wurden.

## Aktuelle und ehemalige Projekte im Haus
- Archiv der Sozialen Bewegungen (mittlerweile umgezogen)
- Autonome Fahrradwerkstatt
- BibliothEKH
- Computerlabor
- Deserteursberatung – Kostenlose Beratung in Asyl- und Fremdenrechtsfragen (mittlerweile umgezogen)
- Föderation der Arbeiter, Arbeiterinnen und Jugendlichen aus der Türkei in Österreich
- Flughafen-Sozialdienst – Notschlafstelle für Flüchtlinge im EKH
- Frauenbanden
- Frauenschreibwerkstatt
- Hausfrauen
- Infomaden (ein Infoladen)
- Polit-disku Beisl
- Que(e)r-Beisl (mittlerweile umgezogen)
- Rechtshilfebeisl – Punkerstammtisch für von Repression Betroffene
- Rosa Antifa (eine lokale Antifa-Gruppe) (mittlerweile umgezogen)
- Schräge Klänge
- Siebdruckwerkstatt
- TATblatt (mittlerweile eingestellt)
- Verein für audiovisuelle Selbstbestimmung
- Vereinslokal
- Volxbibliothek (mittlerweile umgezogen)
- Volxtheater Favoriten
- Volxtheaterkarawane
- Wohnbereich
- Hofbar

## Sonstiges
Mehrere Projekte des Hauses werden von der Gemeinde Wien mitfinanziert. Darüber gibt es immer wieder Diskussionen im Wiener Stadtparlament, da viele dieser Aktivitäten umstritten sind und teilweise (wie etwa bei der Beratung illegaler Einwanderer) in rechtlichen Grauzonen operieren. Bekannt wurde auch eine Spende des ehemaligen Innenministers Caspar Einem an das TATblatt, die von Jörg Haider aufgedeckt wurde, um einen Skandal zu erzeugen. Dieser blieb jedoch aus. Mehrere Aktivisten der Volxtheaterkarawane wurden nach Antiglobalisierungsprotesten in Genua von der Polizei festgehalten, was zu einer nationalen Debatte um die Weitergabe von geheimpolizeilichen Daten führte, da die Dossiers mehrerer Personen an die italienischen Behörden weitergegeben wurden.
Am 27. Oktober 2013 stürmten 30 Neonazis, darunter Mitglieder der rechtsradikalen Bewegung „Unsterblich Wien“, die Räume des Vereins ATIGF. Dabei verprügelten sie ein Vorstandsmitglied der Kommunistischen Gewerkschaftsinitiative-International (KOMintern). Daraufhin vertrieben Mitglieder der ATIGF die Angreifer aus dem Haus.
Am 30. Juli 2016 stürmten türkische Nationalisten das Ernst-Kirchweger-Haus und störten die Feier einer serbischen Gesellschaft, im Glauben, dass es sich um eine kurdische Veranstaltung handle. Die Männer rissen Plakate von den Wänden und entzündeten ein Feuer neben einer Holztreppe. Der Verfassungsschutz wurde daraufhin eingeschaltet.
Ende Juni 2020 kam es im unmittelbaren Umfeld des EKH anlässlich einer Kurdendemonstration zu Krawallen und Sachbeschädigungen. Auch das Haus selbst wurde angegriffen. In den folgenden Tagen versammelten sich nationalistische türkische Jugendliche in unmittelbarer Umgebung des Hauses und auch vor dem Gebäude und versuchten, dieses anzugreifen. Bei den Angreifern soll es sich um zahlreiche Mitglieder der Grauen Wölfe gehandelt haben.
Am 9. November 2024 fand im EKH die Gründungsfeier der Revolutionären Kommunistischen Partei (RKP) statt.